# Bansemapolder
De Bansemapolder is een voormalig waterschap in de Nederlandse provincie Groningen.
Het schap lag aan de westkant van het Aduarderdiep, tussen dit diep en de Meedenweg. De zuidgrens lag bij de uitwatering van de Medenertilsterpolder, de noordgrens net iets boven de wierde Brillerij. De polder had geen bemaling.
Waterstaatkundig gezien ligt het gebied sinds 1995 binnen dat van het waterschap Noorderzijlvest.